# Лорел (Миссисипи)
Лорел (англ.  Laurel) — город и один из административных центров округа Джонс в штате Миссисипи США.

## Описание
Один из административных центров округа Джонс с 1906 года наряду с Эллисвиллем. Находится в юго-восточном Миссисипи на ручье Таллахала, примерно в 30 милях (50 км) к северо-востоку от Хаттисберг. Основанный в 1882 году как лесозаготовительный лагерь, он был назван в честь кустарников лавра, произрастающих в окрестных лесах. К началу 1900-х годов он стал крупнейшим в мире центром отгрузки пиломатериалов из желтой сосны, но по мере истощения лесов город столкнулся с экономическим крахом. В 1920-х годах Уильям Мейсон, соратник изобретателя Томаса Эдисона, переехал в Лорел и разработал тип древесноволокнистых плит (мазонит), изготавливаемых из отходов лесопилки.
Мазонит корпорейшен имеет завод в Лореле и остаётся основой экономики города. Развиты нефтяная промышленность, переработка птицы, производство машин и электрооборудования. Район Чикасохай Национального леса ДеСото простирается на юго-восток от Лорела. В Художественном музее Лорен Роджерс представлена примечательная коллекция корзин североамериканских индейцев, а также американских и европейских картин, японских гравюр на дереве и английского серебра. Юго-восточный баптистский колледж (1949 г.) находится в городе. Писатель Джеймс Стрит, выросший в Лореле, популяризировал в своем романе Стержневые корни (1942) легенду о том, что округ Джонс отделился от Конфедерации во время Гражданской войны в США. Инкорпорирован как деревня в 1888 году; таун с 1896 года, сити с 1901 года. Население (2000) 18 393; (2010) 18 540.

## Население
| 2010   | 2020    |
| ------ | ------- |
| 18 540 | ↘17 161 |